# エサギラ
座標: 北緯32度32分2秒 東経44度25分17秒 / 北緯32.53389度 東経44.42139度
エサギラ（Ésagila）は、バビロンのジッグラト「エ・テメン・アン・キ」の南にあった、マルドゥクを奉る寺院。

## 名称
シュメール語：「屋根が高い寺院（「エ」É (temple)）

## 概要
- ネブカドネザル2世治世 (紀元前604–562年) に竣工。 中庭（40x70m2, 25x40m2）、寺院を持つ。

- ヘロドトスの記述によると、

クセルクセス1世は、紀元前482年の洪水時にエサギラ寺院から取り除いた像を所持。　

アレクサンドロス3世は修復を命じ、紀元前2世紀には楔形文字で記された書物などバビロニア文化の保存場所であったが、パルティア統治下紀元前1世紀には衰退。
- 1900年11月、Robert Koldeweyによって発掘、
- 1910年、研究調査開始

## 参照・外部リンク
1. ↑  W. F. Albright, reviewing Friedrich Wetzel and F. H. Weissbach, Das Hauptheiligtum des Marduk in Babylon: Esagila und Etemenanki in American Journal of Archaeology 48.3 (July, 1944), p. 305f.

- George Smith
- A.R. George, Babylonian Topographical Texts (Louvain) 1992:418
- Esagila (livius.org)
- The Ancient Middle Eastern Capital City — Reflection and Navel of the World by Stefan Maul ("Die altorientalische Hauptstadt — Abbild und Nabel der Welt," in Die Orientalische Stadt: Kontinuität. Wandel. Bruch. 1 Internationales Kolloquium der Deutschen Orient-Gesellschaft. 9.-10. Mai 1996 in Halle/Saale, Saarbrücker Druckerei und Verlag (1997), p. 109-124.